# Formazioni di Superliga spagnola di pallavolo femminile 2011-2012
Formazioni delle squadre di pallavolo partecipanti alla stagione 2011-2012 del campionato di Superliga spagnola.

## Club Voleibol Aguere
| N° | Nome              | Ruolo | Data di nascita   | Nazionalità sportiva |
| -- | ----------------- | ----- | ----------------- | -------------------- |
| -  | Ambrosio González | All   | -                 | Spagna               |
| 1  | Carmen Morales    | P     | 17 ottobre 1992   | Spagna               |
| 2  | Adriana Vargas    | S     | 5 aprile 1991     | Spagna               |
| 3  | Verónica Álvarez  | L     | 19 gennaio 1992   | Spagna               |
| 4  | Nira Pérez        | L     | 1º novembre 1984  | Spagna               |
| 6  | María Díaz        | C     | 18 gennaio 1984   | Spagna               |
| 7  | Cathaysa Trujillo | S     | 4 marzo 1991      | Spagna               |
| 8  | Tamara Delgado    | C     | 14 settembre 1991 | Spagna               |
| 9  | Beatriz Fagundo   | S     | 2 luglio 1992     | Spagna               |
| 10 | Melania Hernández | P     | 30 dicembre 1986  | Spagna               |
| 11 | Angelina Waterman | S     | 8 gennaio 1990    | Stati Uniti          |
| 12 | Jéssica Soares    | C     | 9 aprile 1988     | Brasile              |
| 14 | Jéssica Rivero    | S     | 15 marzo 1995     | Cuba                 |

## Club Voleibol Diego Porcelos
| N° | Nome               | Ruolo | Data di nascita   | Nazionalità sportiva |
| -- | ------------------ | ----- | ----------------- | -------------------- |
| -  | José Miguel Pérez  | All   | -                 | Spagna               |
| 1  | Cristina Alves     | C     | 30 giugno 1982    | Brasile              |
| 3  | Danira Costa       | P     | 7 gennaio 1992    | Spagna               |
| 4  | Juliana Ribeiro    | S     | 24 settembre 1981 | Brasile              |
| 5  | Alba María Sánchez | S     | 9 settembre 1991  | Spagna               |
| 6  | María José Blas    | L     | 22 luglio 1982    | Spagna               |
| 8  | Mireya Delgado     | S     | 5 novembre 1991   | Spagna               |
| 10 | Regina Miloserdova | C     | 9 giugno 1973     | Ucraina              |
| 11 | Irene Cano         | C     | 23 aprile 1985    | Spagna               |
| 12 | Sara Hernández     | P     | 12 settembre 1986 | Spagna               |
| 14 | Soraya Fraga       | S/O   | 17 luglio 1979    | Brasile              |
| 16 | Paula Pérez        | S/O   | 16 novembre 1992  | Spagna               |

## Club Voleibol Haro
| N° | Nome                 | Ruolo | Data di nascita   | Nazionalità sportiva |
| -- | -------------------- | ----- | ----------------- | -------------------- |
| -  | Manuel Berdegué      | All   | -                 | Spagna               |
| 1  | Anicia Wood          | C     | 25 luglio 1985    | Barbados             |
| 2  | Silvia Araco         | P     | 7 luglio 1989     | Spagna               |
| 4  | María José Garrido   | S     | 8 settembre 1981  | Spagna               |
| 7  | Beatriz Mariano      | S/O   | 26 gennaio 1981   | Brasile              |
| 8  | María Ángeles Martín | S     | 9 maggio 1988     | Spagna               |
| 9  | Rosalía Alonso       | C     | 17 luglio 1989    | Spagna               |
| 10 | Lilian Ferreira      | C     | 10 gennaio 1973   | Brasile              |
| 11 | Nataša Ševarika      | S     | 27 gennaio 1988   | Serbia               |
| 14 | Noelia Sánchez       | S     | 15 febbraio 1982  | Spagna               |
| 15 | Marta García         | L     | 13 settembre 1986 | Spagna               |
| 17 | Antonela Curatola    | P     | 23 ottobre 1991   | Argentina            |

## Club Voleibol JAV Olímpico
| N° | Nome                     | Ruolo | Data di nascita  | Nazionalità sportiva |
| -- | ------------------------ | ----- | ---------------- | -------------------- |
| -  | Daniel López             | All   | -                | Spagna               |
| 1  | Isabel Guerra            | L     | 21 luglio 1993   | Spagna               |
| 3  | Cristina Pérez           | C     | 2 novembre 1992  | Spagna               |
| 5  | Belly-Bhella Nsunguimina | S/O   | 20 aprile 1994   | Spagna               |
| 6  | Wivian Gadelha           | C     | 29 aprile 1984   | Brasile              |
| 8  | Ana Paula Valle          | S     | 10 aprile 1993   | Argentina            |
| 9  | Blanca Izquierdo         | P     | 10 maggio 1983   | Spagna               |
| 10 | Leticia Rodríguez        | P     | 6 maggio 1988    | Spagna               |
| 11 | Daysa Delgado            | C     | 6 agosto 1987    | Paesi Bassi          |
| 12 | Lynne Beattie            | S     | 23 dicembre 1985 | Regno Unito          |
| 15 | Claudia Hernández        | L     | 6 dicembre 1996  | Spagna               |
| 16 | Ylenia Arocha            | S     | 24 luglio 1987   | Spagna               |
| 17 | Whitney Phillips         | S     | 9 luglio 1989    | Stati Uniti          |
| 18 | Tatiana Becares          | S     | 10 maggio 1993   | Spagna               |

## Club Voleibol Ciutadella
| N° | Nome                 | Ruolo | Data di nascita  | Nazionalità sportiva |
| -- | -------------------- | ----- | ---------------- | -------------------- |
| -  | José María Rodríguez | All   | -                | Spagna               |
| 1  | Roser Olives         | S     | 4 agosto 1995    | Spagna               |
| 2  | Helia González       | L     | 29 agosto 1985   | Spagna               |
| 4  | Carla Dias           | C     | 30 maggio 1987   | Brasile              |
| 5  | Ana Correa           | C     | 19 gennaio 1985  | Spagna               |
| 6  | Elizabeth Hintemann  | S/O   | 6 luglio 1984    | Brasile              |
| 7  | Cristina Sanz        | P     | 13 novembre 1991 | Spagna               |
| 10 | Yoraxy Meleán        | P     | 1º maggio 1975   | Venezuela            |
| 11 | Alba Cardona         | S/O   | 16 novembre 1992 | Spagna               |
| 12 | Sofía Moll           | S     | 1º novembre 1973 | Spagna               |
| 15 | Magda Kraliková      | C     | 20 gennaio 1980  | Rep. Ceca            |
| 17 | Janine Sandell       | S     | 7 dicembre 1985  | Regno Unito          |
| 18 | Esther López         | L     | 29 novembre 1974 | Spagna               |

## Vóley Murcia
| N° | Nome               | Ruolo | Data di nascita   | Nazionalità sportiva |
| -- | ------------------ | ----- | ----------------- | -------------------- |
| -  | Pascual Saurín     | All   | -                 | Spagna               |
| 1  | Annita del Nero    | P     | 17 novembre 1995  | Brasile              |
| 2  | Patricia Barrio    | S     | 8 marzo 1989      | Spagna               |
| 4  | Cecilia González   | S     | 4 dicembre 1992   | Spagna               |
| 5  | Sara Pérez         | P     | 20 novembre 1980  | Spagna               |
| 7  | Valderes Oridice   | C     | 26 aprile 1983    | Brasile              |
| 8  | Ángela Lobato      | L     | 22 aprile 1992    | Spagna               |
| 9  | Erika Cano         | S     | 8 aprile 1996     | Spagna               |
| 10 | Diana Castaño      | L     | 5 aprile 1983     | Spagna               |
| 11 | Carolina Pérez     | L     | 11 settembre 1979 | Spagna               |
| 12 | Carlota García     | C     | 21 febbraio 1992  | Spagna               |
| 13 | María Larrakoetxea | P     | 11 febbraio 1992  | Spagna               |
| 14 | Marina Alomar      | S     | 26 marzo 1992     | Spagna               |
| 16 | Nuria Lopes        | S     | 26 dicembre 1991  | Portogallo           |
| 18 | Amparo Hopf        | S     | 19 dicembre 1980  | Spagna               |

## Club Voleibol Murillo
| N° | Nome               | Ruolo | Data di nascita   | Nazionalità sportiva |
| -- | ------------------ | ----- | ----------------- | -------------------- |
| -  | Carlos Arratia     | All   | -                 | Spagna               |
| 1  | Roseane Pothin     | P     | 21 maggio 1986    | Brasile              |
| 1  | Vivianne Pessoa    | P     | 23 aprile 1989    | Brasile              |
| 3  | Esther Basurto     | S     | 7 luglio 1978     | Spagna               |
| 4  | Elena Esteban      | L     | 13 giugno 1982    | Spagna               |
| 7  | Iva Pejković       | C     | 3 luglio 1984     | Serbia               |
| 8  | Mar Arranz         | S/O   | 15 luglio 1981    | Spagna               |
| 9  | Marta Fraile       | P     | 30 ottobre 1982   | Spagna               |
| 10 | Daniela da Silva   | S     | 10 maggio 1981    | Brasile              |
| 11 | Encarnación García | C     | 4 ottobre 1979    | Spagna               |
| 12 | Rocío Gómez        | S     | 30 dicembre 1987  | Spagna               |
| 17 | Kenia Barros       | C     | 22 settembre 1983 | Brasile              |
| 18 | Regla Bell         | S     | 16 luglio 1970    | Cuba                 |

## Club Voleibol Cuesta Piedra
| N° | Nome                     | Ruolo | Data di nascita   | Nazionalità sportiva |
| -- | ------------------------ | ----- | ----------------- | -------------------- |
| -  | Juan Francisco Hernández | All   | -                 | Spagna               |
| 1  | Violeta Amoedo           | S/O   | 23 marzo 1994     | Spagna               |
| 2  | Belinda Sánchez          | S     | 10 settembre 1994 | Cuba                 |
| 3  | Magaly Carvajal          | C     | 18 dicembre 1968  | Cuba                 |
| 4  | Candelaria Herrera       | L     | 23 giugno 1970    | Spagna               |
| 6  | Miriam Carrillo          | P     | 14 novembre 1979  | Spagna               |
| 7  | Ariadna Castellano       | C     | 7 aprile 1994     | Spagna               |
| 8  | Saray Tendero            | S     | 10 novembre 1982  | Spagna               |
| 10 | Patricia Barrio          | S/O   | 10 luglio 1982    | Spagna               |
| 11 | Estíbaliz Blanco         | P     | 12 settembre 1988 | Argentina            |
| 14 | Idaira Álvarez           | P     | 11 aprile 1992    | Spagna               |
| 16 | Carla Hernández          | C     | 30 giugno 1994    | Spagna               |
| 17 | Susana Royo              | S/O   | 12 maggio 1985    | Spagna               |

## Club Voleibol Torrelavega
| N° | Nome                | Ruolo | Data di nascita   | Nazionalità sportiva |
| -- | ------------------- | ----- | ----------------- | -------------------- |
| -  | Marcelo De Estefano | All   | -                 | Spagna               |
| 1  | María Segovia       | S/O   | 28 ottobre 1992   | Spagna               |
| 2  | Alejandra Gómez     | C     | 11 gennaio 1980   | Spagna               |
| 3  | Ana González        | C     | 25 gennaio 1989   | Spagna               |
| 4  | Alba Salazar        | L     | 6 novembre 1992   | Spagna               |
| 7  | Aroa Sánchez        | C     | 14 aprile 1989    | Spagna               |
| 9  | Noelia Neila        | S     | 21 agosto 1995    | Spagna               |
| 10 | Lidia Dacuiña       | P     | 29 giugno 1995    | Spagna               |
| 11 | Letícia de Carvalho | P     | 25 settembre 1987 | Brasile              |
| 12 | Milica Terzić       | S     | 6 giugno 1988     | Serbia               |
| 15 | Paula del Olmo      | C     | 25 giugno 1994    | Spagna               |
| 17 | Aitana Ballingha    | S/O   | 25 settembre 1986 | Gabon                |